# Poughkeepsie (New York, kisváros)
Poughkeepsie kisváros (town) az USA New York államában, Dutchess megyében. Lakosainak száma 45 471 fő (2020. április 1.).

## Népesség
A település népességének változása:

| 2010 | 43 341 |
| 2020 | 45 471 |